# Marguerite de Bourgogne (1393-1442)
Titres
Dauphine de Viennois
30 août 1404 – 18 décembre 1415
(11 ans, 3 mois et 18 jours)
Duchesse de Guyenne
30 août 1404 – 18 décembre 1415
(11 ans, 3 mois et 18 jours)
Comtesse de Richmond
10 octobre 1423 – 2 février 1442
(18 ans, 3 mois et 23 jours)
Marguerite de Bourgogne (8 décembre 1393 - 2 février 1442) est la fille aînée de Jean sans Peur, duc de Bourgogne et de son épouse Marguerite de Bavière. Son père étant l'un des hommes les plus influents du royaume de France, elle est promise successivement à deux dauphins, le premier meurt avant le mariage et le deuxième avant d'accéder au trône. Elle retourne alors en Bourgogne dans sa famille, puis son frère Philippe le Bon la pousse à épouser Arthur de Bretagne en 1423 pour affermir son alliance avec les Anglais dans la guerre de Cent Ans. Elle joue dès lors un rôle politique et diplomatique, notamment pour la réconciliation entre roi de France et duc de Bourgogne signée en 1435 au traité d'Arras.

## Biographie
Au berceau, elle est fiancée au premier dauphin Charles de France, duc de Guyenne, dauphin de Viennois, fils du roi Charles VI, né le 6 février 1392, mort le 13 janvier 1401 à l'âge de 9 ans. Elle épouse en premières noces, à l'âge de 11 ans, le 31 août 1404 le deuxième dauphin Louis de Guyenne, né le 22 janvier 1397. Elle vit dès ce moment à la cour, sous la direction de sa belle-mère Isabeau de Bavière. Peu après son mariage avec Louis de Guyenne, Christine de Pizan lui dédie en 1405 son Livre des trois vertus à l'enseignement des dames, aussi connu sous le nom de Trésor de la cité des dames. Cette alliance offre à son père Jean sans Peur une forme de protection contre les poursuites royales, visible après le meurtre de Louis Ier d'Orléans en 1407. Le mariage est consommé en juillet 1409. En avril 1415, le dauphin la chasse de la cour vers Saint Germain en Laye, probablement pour des raisons politiques. Il meurt le 18 décembre 1415, sans l'avoir revue.
Veuve, elle retourne dans sa famille en Bourgogne. Elle ne peut entrer en possession de son douaire avant plusieurs années et reste dépendante de la maison de Bourgogne. Après de longues négociations avec son frère Philippe le Bon devenu duc, elle finit par accepter un mariage politique avec le comte de Richemont Arthur de Bretagne, allié des Anglais. Il a lieu à Dijon le 10 octobre 1423. Son mari devient connétable de France au service de Charles VII en 1425, donnant à Marguerite un rôle d'intermédiaire pour négocier une réconciliation entre le roi et le duc de Bourgogne.
Elle meurt le 2 février 1442 à Paris, au terme d'une longue maladie.